# Maladera malaya
Maladera malaya är en skalbaggsart som beskrevs av Brenske 1899. Maladera malaya ingår i släktet Maladera och familjen Melolonthidae. Inga underarter finns listade i Catalogue of Life.